# Nanorrhynchus crassinervis
Nanorrhynchus crassinervis är en tvåvingeart som först beskrevs av Villeneuve 1925.  Nanorrhynchus crassinervis ingår i släktet Nanorrhynchus och familjen bromsar. Inga underarter finns listade i Catalogue of Life.